# In Too Deep (chanson de Sum 41)
Pour les articles homonymes, voir In Too Deep.
Singles de Sum 41
Fat Lip
(2001) Motivation
(2001)
In Too Deep est le second single du groupe de rock canadien Sum 41 issu de leur second album All Killer, No Filler. Il est sorti le 3 décembre 2001. Il rencontre tout de suite un succès fulgurant, écho de celui de Fat Lip, le précédent single. Les paroles traitent de la difficulté d'une séparation amoureuse. La chanson a largement contribué au succès de l'album dont elle est issue, et fait une apparition dans le film American Pie 2 sorti la même année.

## Clip vidéo
Le clip commence par l'arrivée du groupe devant un centre de plongée, avec, en fond musical, Fat Lip, leur précédent single. Les membres du groupe participent à une compétition de saut d'un plongeoir. Leurs concurrents sont de grands hommes musclés conspués par la foule. Des images du groupe jouant dans la piscine vide apparaissent aussi. Pendant le solo, Dave sort de l'eau avec sa guitare PRS, clin d'œil au clip "Estranged" du groupe Guns N' Roses. Finalement, grâce à la performance incroyable de Steve Jocz Sum 41 gagne la compétition et le public et le jury se précipitent dans la piscine.
Le clip fut tourné au Industry Hills Aquatic Club, depuis détruit,  dans la ville d'Industry ainsi qu'au Cadillac Jack's et Pink Motel à Sun Valley en Californie.

## Liste des titres
- CD

1. In Too Deep (3:27)
2. Fat Lip (Live) (2:55)
3. All She's Got (Live) (3:02)
4. What We're All About (Live, avec Tommy Lee à la batterie) (2:47)

- Radio Promo CD

1. In Too Deep (3:27)
2. Fat Lip (2:58)

## Dans les films et à la TV
- La chanson a été utilisée pour le film American Pie 2 et Cheaper by the Dozen.( Treize à la douzaine en français )
- La chanson a été utilisée à la télévision philippine dans les publicités pour la « Mitsubishi Lancer MX ».
- La chanson a été utilisée pour les épisodes « Le fou du volant (3x13) » et « Le testament impossible (4x17) » de la série Malcolm.
- La chanson a été utilisée pour les crédits de Ultimate X : The Movie. Et shrek

## Classements hebdomadaires
| Classement (2001)                      | Meilleure position |
| -------------------------------------- | ------------------ |
| Allemagne (GfK Entertainment)          | 69                 |
| Australie (ARIA)                       | 29                 |
| Belgique (Flandre Ultratop 50 Singles) | 36                 |
| États-Unis (Alternative Songs)         | 10                 |
| France (SNEP)                          | 36                 |
| Irlande (IRMA)                         | 12                 |
| Nouvelle-Zélande (RMNZ)                | 47                 |
| Pays-Bas (Single Top 100)              | 41                 |
| Royaume-Uni (UK Singles Chart)         | 13                 |
| Royaume-Uni (UK Rock Chart)            | 1                  |

## Certifications
| Pays              | Certification | Unités certifiées |
| ----------------- | ------------- | ----------------- |
| Italie (FIMI)     | Or            | 35 000            |
| Royaume-Uni (BPI) | Platine       | 600 000           |